# Molly (1811)
La Goleta Molly fue un navío que prestó servicios de transporte e inteligencia para la armada de las Provincias Unidas del Río de la Plata.

## Historia
La Molly, también conocida como Bote de Tomás Taylor era una goleta de 109 toneladas construida en Dorchester, Maryland, Estados Unidos. Con bandera argentina y matrícula del puerto de Buenos Aires, conservaba también la de Maryland.
El 1 de julio de 1811, mientras su propietario Tomás Taylor revistaba como jefe de la escuadra porteña, reducida entonces al queche Hiena y a los escasos lanchones artillados del puerto, la Molly, armada con un pedrero y tripulada por un patrón y 8 marineros, fue utilizada en servicio de descubierta sobre la escuadra realista según parte del patrón Juan Wilson al Delegado de Marina y diputado por la provincia de Salta a la Junta Grande Francisco de Gurruchaga. Pocos días después la escuadra española efectuaría el primer Bombardeo de Buenos Aires (1811).
Fue utilizada luego para el transporte de marineros entre Buenos Aires y el puerto de Ensenada burlando el bloqueo, en donde se armaba una segunda división de la escuadra, labor que quedaría inconclusa tras el tratado de 1812.